# Luidia porteri
Luidia porteri är en sjöstjärneart som beskrevs av A.H. Clark 1917. Luidia porteri ingår i släktet Luidia och familjen sprödsjöstjärnor. Inga underarter finns listade i Catalogue of Life.